# De Bellis Antiquitatis
De Bellis Antiquitatis (DBA) (lat.: Von den Schlachten des Altertums) ist ein 1990 erschienenes Tabletop-Regelsystem des Autors Phil Barker, mit dem man historische Schlachten nachspielen kann. 
Als Spielfiguren für DBA können Modelle verschiedener Hersteller verwendet werden. Das Regelsystem ist variabel für verschiedene Figurengrößen. Man klebt die Figuren auf Basenplatten, die man proportional vergrößern oder verkleinern kann (natürlich sollten alle Einheiten in einem Spiel denselben Maßstab haben). Verwendet werden können z. B. Plastikfiguren im Maßstab 1:72.
Das Regelsystem für DBA ist verhältnismäßig einfach gehalten. Ein Spiel dauert ca. eine Stunde. Gespielt wird immer mit 12 Einheiten. In den Regeln findet man eine große Anzahl von Armeen aus der Zeit zwischen 3000 v. Chr. und 1500 n. Chr. Zu den Armeen ist jeweils angegeben, welche Gegner historisch in Frage kommen. So kann man z. B. Römer und Kelten gegeneinander antreten lassen. Jede Armee besteht aus verschiedenen Einheitentypen, wie z. B. Reiterei, Schwertkämpfer, Speerkämpfer oder Plänkler.
Es existiert auch eine Version, die online via Internet gespielt wird, ebenso wie Varianten für mehr als zwei und nur einen Spieler.